# Гориција-Трјесте (Виченца)
Гориција-Трјесте је насеље у Италији у округу Виченца, региону Венето.
Према процени из 2011. у насељу је живело 23 становника. Насеље се налази на надморској висини од 38 м.